# Dimeria paniculata
Dimeria paniculata là một loài thực vật có hoa trong họ Hòa thảo. Loài này được Masam. mô tả khoa học đầu tiên năm 1938.